# Каррун-Хилл

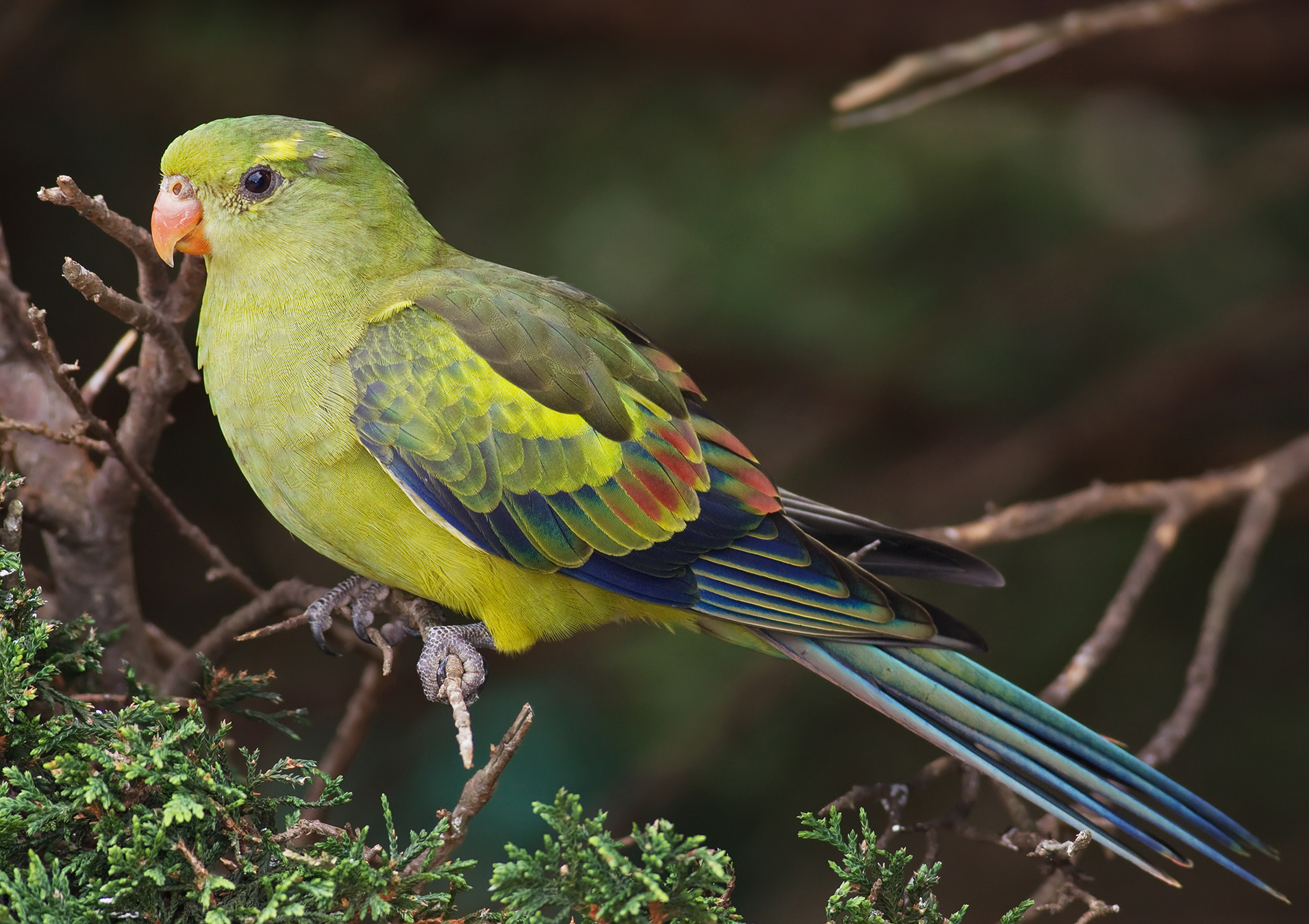
Заповедник играет важную роль для роскошных горных попугаев.

Каррун-Хилл (англ. Karroun Hill Nature Reserve) —  заповедник площадью 3097 км 2 в районе Среднего Запада Западной Австралии, около 310 км к северо-востоку от Перта.

## Описание
Заповедник находится на высоте 300–480 метров над уровнем моря. Он обладает обширными площадями девственных лесов и кустарников, которые исчезли в районе пшеничного пояса Западной Австралии из-за расчистки земли для сельского хозяйства . Линия мульги и эвкалипта пересекает заповедник, очерчивая границу между засушливыми регионами с преобладанием акации и умеренными зонами с преобладанием эвкалипта. Растительность состоит в основном из различных эвкалиптов (таких как Eucalyptus loxophleba и Eucalyptus salmonophloia) и густых зарослей акации. 

## Птицы
Территория заповедника была отмечена BirdLife International как важная орнитологическая территория (IBA), потому что на ней проживают уязвимые виды: Глазчатые курицы, Роскошные горные попугаи, Рыжебрюхие ложнопищухи и западные желтые малиновки. 